# Amanda Blake
Amanda Blake (Buffalo, Nueva York; 20 de febrero de 1929 –Sacramento, California; 16 de agosto de 1989) fue una actriz cinematográfica y televisiva de estadounidense, conocida principalmente por su papel de la pelirroja "Miss Kitty Russell" en la serie televisiva de género western Gunsmoke.

## Primeros años. Carrera artística
Su verdadero nombre era Beverly Louise Neill, y nació en Buffalo, New York, siendo hija única de Jesse Neill y Louise Puckett. Entre sus antepasadas figura Kate Barry (1752-1823), heroína de la Guerra de Independencia de los Estados Unidos.

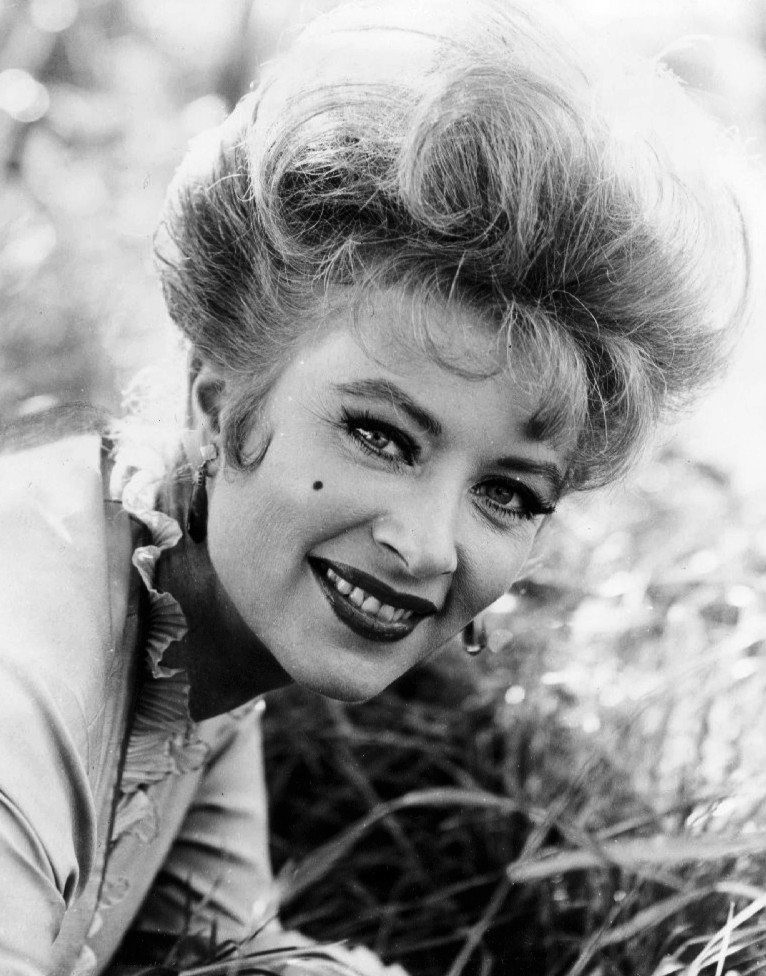
Como Miss Kitty en Gunsmoke, 1966.

Apodada "la joven Greer Garson," se hizo famosa gracias a los 19 años durante los cuales interpretó a Miss Kitty en la serie televisiva Gunsmoke (1955-1974). 
En 1968, Blake fue aceptada en el Salón de la Fama de los Grandes Intérpretes del Western del National Cowboy & Western Heritage Museum en Oklahoma City. Solamente otros dos intérpretes cinematográficos habían sido aceptados con anterioridad, Tom Mix y Gary Cooper, en 1958 y 1966 respectivamente.
Debido a la duración de su papel televisivo, Blake tuvo pocas oportunidades de trabajar en el cine. Sin embargo, participó en un programa televisivo con Red Skelton y fue panelista en Hollywood Squares y Match Game 74. En 1957 fue Betty Lavon-Coate en el episodio "Coate of Many Colors", de la serie de Rod Cameron State Trooper. Tras Gunsmoke hizo dos actuaciones en el cine: una en The Boost, con James Woods y Sean Young, y otra en B.O.R.N (ambas de 1988).

## Cuidado animal
Finalizada Gunsmoke, Blake vivió semirretirada en su casa en Phoenix, Arizona, haciendo únicamente unos pocos proyectos televisivos y cinematográficos y con la decisión de dedicar más tiempo a sus animales. Se hizo conocida la anécdota de que llevó a su león mascota Kemo al set de Gunsmoke, viviendo el animal en un complejo que Blake y su marido, Frank Gilbert, habían organizado en su casa, dirigiendo un programa experimental para la reproducción de guepardos. Los suyos fueron unos de los primeros guepardos en reproducirse con éxito en cautividad, consiguiendo un total de siete generaciones de dichos animales.
Junto a varios socios, Blake formó la Arizona Animal Welfare League en 1971, que hoy en día es el mayor y más antiguo de los refugios animales del estado. En 1985 colaboró en la financiación de la Performing Animal Welfare Society, dedicando gran cantidad de tiempo y dinero en su apoyo, viajando incluso a África. Blake también habría sido miembro de la Humane Society of the United States. En 1997 se inauguró el Amanda Blake Memorial Wildlife Refuge en Rancho Seco Park, en Herald (California). El refugio da santuario a ungulados africanos, la mayoría de los cuales proceden de subastas de animales exóticos o de ranchos cinegéticos.

## Fallecimiento
Blake fue muy fumadora, y hubo de someterse a cirugía para tratar un cáncer de boca en 1977. A partir de entonces dio apoyo a la American Cancer Society, llevando a cabo actuaciones para recaudar fondos por todo el país. Además, en 1984 recibió el premio anual de la sociedad, el Courage Award.
Según el New York Times, Amanda Blake falleció el 16 de agosto de 1989, a causa de complicaciones derivadas de un sida. Sin embargo, hubo confusión sobre la causa exacta de su muerte. Cuando falleció en el Hospital Mercy General de Sacramento, California, el centro y algunas amistades hablaron de que la muerte había sido debida a un cáncer. En cambio, el certificado médico daba como causa inmediata un paro cardiopulmonar secundario a una insuficiencia hepática producida por una infección por citomegalovirus, un proceso que tiene relación con el sida. Sus restos fueron incinerados, y las cenizas esparcidas en su refugio animal.

## Selección de su filmografía
| Año  | Título                       | Papel                  | Observaciones |
| ---- | ---------------------------- | ---------------------- | ------------- |
| 1950 | Stars in My Crown            | Faith Radmore Samuels  |               |
| 1950 | Duchess of Idaho             | Linda Kinston          |               |
| 1951 | China Corsair                | Jane Richards          |               |
| 1951 | The Family Secret            | Telefonista            | Sin créditos  |
| 1952 | Cattle Town                  | Ciudadana              |               |
| 1953 | Lili                         | Peach Lips (pelirroja) |               |
| 1954 | Miss Robin Crusoe            | Robin Crusoe           |               |
| 1954 | About Mrs. Leslie            | Gilly                  |               |
| 1954 | A Star is Born               | Susan Ettinger         |               |
| 1954 | The Adventures of Hajji Baba | Banah                  |               |
| 1955 | The Glass Slipper            | Birdena                |               |
| 1988 | The Boost                    | Barbara                |               |
| 1988 | B.O.R.N.                     | Rosie                  |               |

| Año        | Título                               | Papel                 | Observaciones                         |
| ---------- | ------------------------------------ | --------------------- | ------------------------------------- |
| 1952       | Schlitz Playhouse of Stars           |                       | 2 episodios                           |
| 1953       | Cavalcade of America                 | Nancy Hart            | Episodio: "Breakfast at Nancy's"      |
| 1954       | Four Star Playhouse                  | Susan Pierce          | Episodio: "Vote of Confidence"        |
| 1955– 1974 | Gunsmoke                             | Kitty Russell         | 425 episodios                         |
| 1956       | Alfred Hitchcock Presents            | Carol Arlington       | Episodio: "Whodunit"                  |
| 1957       | State Trooper                        | Betty Lavon-Coate     | Episodio: "Coate of Many Colors"      |
| 1957– 1963 | The Red Skelton Show                 | Ruby                  | 7 episodios                           |
| 1958       | Westinghouse Studio One              | Joan Roberts          | Episodio: "Tide of Corruption"        |
| 1959       | Steve Canyon                         | Molly McIntyre        | Episodio: "Room 313"                  |
| 1974       | Betrayal                             | Helen Mercer          | ABC Movie of the Week                 |
| 1976       | The Quest                            | Miss Sally            | Episodio: "Day of Outrage"            |
| 1979       | The Love Boat                        | Nora Knox             | Episodio: "The Oldies But Goodies..." |
| 1983       | Hart to Hart                         | Big Sam               | Episodio: "The Wayward Hart"          |
| 1983       | The Edge of Night                    | Dr. Juliana Stanhower | 5 Episodios                           |
| 1986       | Brothers                             | Carlotta              | Episodio: "A Penny a Dance"           |
| 1987       | Gunsmoke: Return to Dodge (Telefilm) | Kitty Russell         |                                       |
| 1989       | The New Dragnet                      | Mrs. Sylvia Wilson    | Episodio: "Nouveau Gypsies"           |